# Descendents
Descendents és un grup estatunidenc de punk rock format l'any 1977 a Manhattan Beach pel guitarrista Frank Navetta, el baixista Tony Lombardo i el bateria Bill Stevenson com a banda de power-pop i música surf. El 1979 van incorporar a l'amic de l'institut de Stevenson, Milo Aukerman, com a cantant, i van refundar-se com a grup de hardcore melòdic i pop punk, esdevenint un actor destacat de l'escena hardcore punk que es desenvolupava a Los Angeles en aquell moment.
El 2013 es va estrenar el documental Filmage: The Story Of The Descendents/All, una pel·lícula sobre la història del grup que compta amb més de quaranta entrevistes dels membres de la banda passats i presents i comentaris de músics com Keith Morris de Black Flag, Mike Watt de Minutemen, Kira Roessler de Black Flag, Dave Grohl de Foo Fighters i Zach Blair de Rise Against, entre d'altres.

## Història
Les cançons d'Everything Sucks (1982) i Cool to Be You (2004) tracten temes com les relacions afectives, l'actualitat sociopolítica, la mort dels pares, l'estereotip nerd o les flatulències. La seva primera cançó obertament política aborda aspectes positius i negatius de la història dels Estats Units, celebrant referents culturals com Otis Redding, Duke Ellington i Walt Whitman mentre condemna l'esclavitud, Joseph McCarthy, el Ku Klux Klan i la Guerra del Vietnam.
Una caricatura del cantant Milo Aukerman ha estat l'emblema de Descendents des de principis dels anys 1980, apareixent a les portades de cinc dels set àlbums d'estudi del grup. El personatge va ser creat per Rodger Deuerlein, un company de classe d'Aukerman i de Stevenson a l'institut. A més d'aparèixer en gran part del marxandatge i material promocional de Descendents, el personatge de Milo ha estat reinterpretat per altres artistes en els treballs discogràfics de la banda des de 1996.

Descendents ha estat citat com una influència per a un gran nombre de grups com Blink-182, MxPx, NOFX, Green Day, Pennywise, Propagandhi, The All-American Rejects, The Bouncing Souls i The Offspring.

## Discografia
Àlbums d'estudi
- Milo Goes to College (1982)
- I Don't Want to Grow Up (1985)
- Enjoy! (1986)
- All (1987)
- Everything Sucks (1996)
- Cool to Be You (2004)
- Hypercaffium Spazzinate (2016)
- 9th & Walnut (2021)[10]

EP
- Ride the Wild / It's a Hectic World (1980)
- Fat EP (1981)
- Sessions (1997)
- 'Merican (2004)
- Spazzhazard (2016)